# Cyclanthera dieterleana
Cyclanthera dieterleana là một loài thực vật có hoa trong họ Cucurbitaceae. Loài này được C.E.Jones & Kearns mô tả khoa học đầu tiên năm 1994.